# Кантен Аннетт
Кантен Аннетт (фр. Quentin Annette, нар. 13 січня 1998, Пуент-а-Пітр) — гваделупський футболіст, який грає на позиції півзахисника. Відомий за виступами в гваделупському клубі «Клуб Фансіскен» та у складі збірної Гваделупи.

## Клубна кар'єра
Кантен Аннетт народився у гваделупському місті Пуент-а-Пітр, та розпочав виступи на футбольних полях у місцевому клубі «Клуб Фансіскен» у 2017 році, з яким у перші два роки виступів виграв чемпіонат Гваделупи, а в 2022 році став володарем Кубка Гваделупи. У 2022 році футболіст перейшов до іншого клубу острова «Солідаріте Сколер».

## Виступи за збірну
У 2019 році Кантен Аннетт дебютував у складі збірної Гваделупи. У складі збірної грав у розіграшах Ліги націй КОНКАКАФ та у відбіркових та фінальних матчах Золотого кубка КОНКАКАФ. У складі збірної був учасником фінального турніру Золотого кубка КОНКАКАФ 2021 року та Золотого кубка КОНКАКАФ 2023 року. Станом на середину 2024 року зіграв у складі збірної 18 матчів, у яких забитими м'ячами не відзначився.